# 927 Fifth Avenue
927 Fifth Avenue es un edificio residencial de apartamentos en  Manhattan, Nueva York (Estados Unidos). Está ubicado en la Quinta Avenida en la esquina de East 74th Street frente al Conservatory Water en Central Park. El edificio revestido de piedra caliza fue diseñado por Warren & Wetmore (también conocido por la Grand Central Terminal). Se completó en 1917 en el estilo neoclásico.
Está incorporado como cooperativa de vivienda. Tiene 12 apartamentos en 12 plantas. Los ex residentes incluyen a Paula Zahn y Mary Tyler Moore, quienes se mudaron en 2005.
La cooperativa se hizo conocida cuando Pale Male, un halcón de cola roja que anida en piedra ornamental sobre una ventana del piso 12, apareció en un episodio de la serie Nature de PBS. Más tarde ganó notoriedad internacional cuando la junta de la cooperativa decidió desalojar a los halcones en diciembre de 2004. Las protestas y la cobertura generalizada de noticias negativas llevaron a la restauración del nido tres semanas después.